# Hydrosphäre

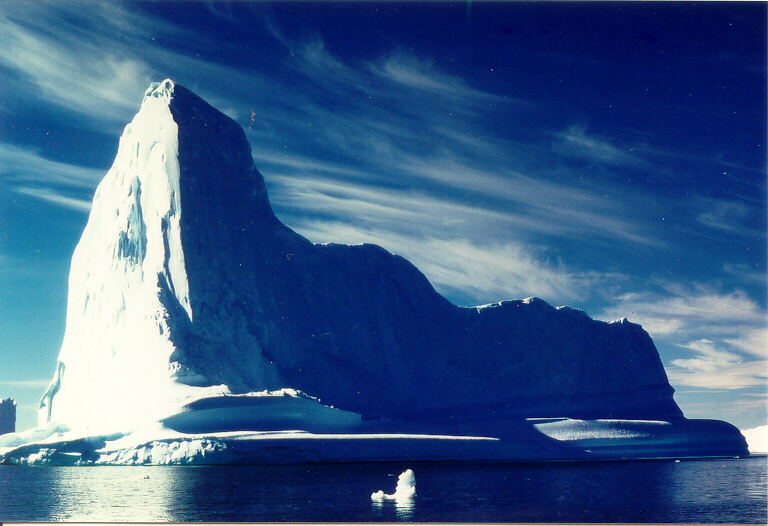
Mehrere Anteile der Hydrosphäre auf einen Blick.

Die Hydrosphäre [hydroˈsfɛːrə] (von altgriechisch ὕδωρ hýdor, deutsch ‚Wasser‘ und σφαίρα sphaira ‚Kugel‘) ist eine der Erdsphären. Sie umfasst die Gesamtheit des Wassers der Erde.

## Begriff
Der Begriff der Hydrosphäre wurde vom österreichischen Geologen Eduard Suess im Jahr 1875 geprägt, andere Autoren untergliederten danach die Hydrosphäre weiter.
1923 entwickelte der polnische Geophysiker Antoni Bolesław Dobrowolski das Konzept der Kryosphäre, der 1939 die Chionosphäre als die schneebedeckten Bereiche der Erde beigestellt wurde, die auf den sowjetischen Glaziologen Stanislaw Wikentjewitsch Kalesnik zurückging. Mit diesen beiden Begriffen waren für den festen Aggregatzustand des Wassers, Eis, separate Unterbegriffe etabliert.
Unterscheidet man Wasser flüssiger Phase als eine eigenständige Sphäre, wird diese gelegentlich auch als Aquasphäre bezeichnet, so im Rahmen eines Lehrplans 1938 in Zanesville (Ohio). Für den gasförmigen Aggregatzustand des Wassers, Wasserdampf, wurde hingegen bisher keine eigene Erdsphäre unterschieden. Der naheliegende Ausdruck Vapo(r)sphäre wird bereits mit einer anderweitigen Begriffsbedeutung verwendet. Globale Vorkommen von Wasserdampf werden hauptsächlich als Bestandteil der Atmosphäre aufgefasst, als atmosphärisches Wasser.

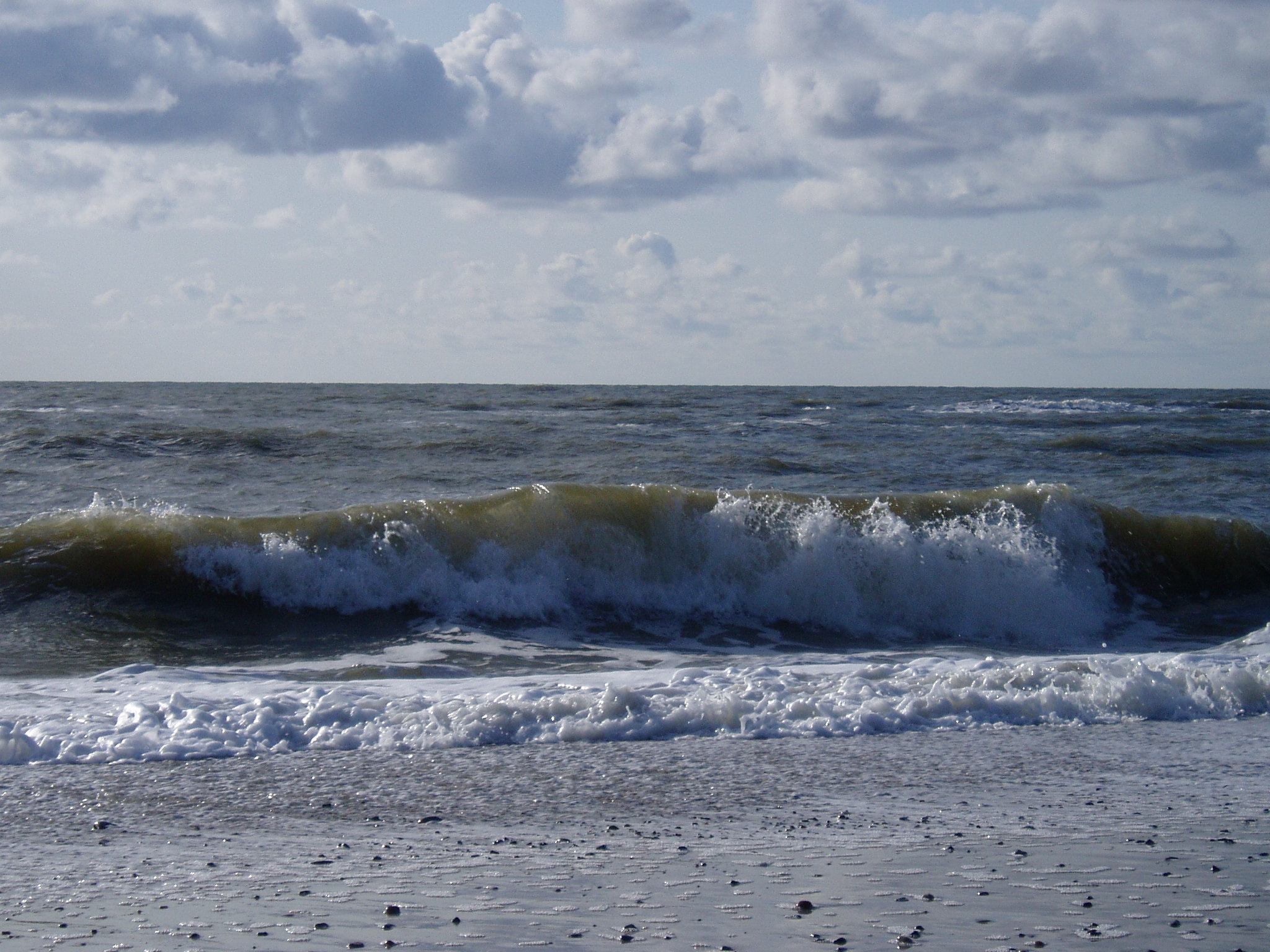
Die Ozeanosphäre ist ein Teil der Hydrosphäre

In anderer Weise wurde die Hydrosphäre später erneut aufgeteilt, diesmal untergliedert nach den globalen Aufenthaltsorten des Wassers. In die erste Gruppe kam das Wasser in und unter ozeanischem Meer, in die zweite Gruppe das Wasser auf und in kontinentalem Festland und so auch die Binnengewässer. Erstere wurde benannt als Ozeanosphäre oder Thalassosphäre, die andere erhielt die Bezeichnung Limnosphäre oder Binnenhydrosphäre. Die Atmosphäre – als dritter Ort, an dem sich Wasser aufhält – blieb hierbei unberücksichtigt; dort befindliches Wasser erhielt keinen eigenen Erdsphäre-Begriff. Mit anderer Bedeutung werden die Ausdrücke Hydroatmosphäre und Atmohydrosphäre verwendet.

## Tiefe Hydrosphäre
Der aufenthaltsortbedingten Dreiteilung kann ein weiterer Begriff beigestellt werden: Die tiefe Hydrosphäre umfasst Anteile des irdischen Wassers, die sich weiter unter der Oberfläche befinden. Der Begriff wurde allerdings mehrfach unabhängig voneinander geprägt und wird noch immer mit verschiedenen Begriffsinhalten benutzt.
- marine tiefe Hydrosphäre: Die marine tiefe Hydrosphäre bezeichnet die tiefen Wasserschichten der Meere. Der Begriff ist ungefähr synonym zu den mittleren und unteren Abschnitten der Tiefsee. Er wurde das erste Mal 1946 geprägt vom US-amerikanischen Ölingenieur Henry Emmett Gross, der ihn in einem einzigen, aber mehrfach veröffentlichten, Aufsatz einführte.[23][24][25] Danach wurde der Begriff mindestens zweimal neu erfunden[26][27] und ist weiterhin in Gebrauch.[28]

- lithische tiefe Hydrosphäre: Die lithische tiefe Hydrosphäre umfasst Wässer in wasserführenden Gesteinsschichten, die sich weiter unterhalb der festen Erdoberfläche befinden. Der Ausdruck geht zurück auf den sowjetischen Geologen L.N. Elanskij, der 1964 als erster eine solche Schicht postulierte.[29][30] Der Gedanke, dass tiefe Gesteinsschichten große Wassermengen enthalten können, ist sogar noch älter und kann mindestens bis 1955 zurückverfolgt werden.[31] Seit Elanskij werden wasserführende Schichten innerhalb der festen Geosphäre immer wieder mit diesem Begriff bezeichnet.[32][33][34][35][36][37][38][39] Allerdings besteht keine Einigkeit darüber, ab welcher Tiefe welche Wässer zur lithischen tiefen Hydrosphäre zählen sollen. Es lassen sich vier unterschiedliche Auffassungen finden. Als tiefe lithische Hydrosphäre werden angesprochen:

1. Porenwässer in tieferen Abschnitten von Meeressedimenten.[40]
2. Tiefe Aquifere.[41]
3. Tiefe intrakrustale Hydrosphäre: Wässer in mehreren Kilometern Tiefe in der Erdkruste.[42][43][44]
4. Sublithosphärische Hydrosphäre: Wässer unterhalb der Lithosphäre in Asthenosphäre und oberer geosphärischer Mesophäre.[45][46][47]

## Inhalt und Umfang

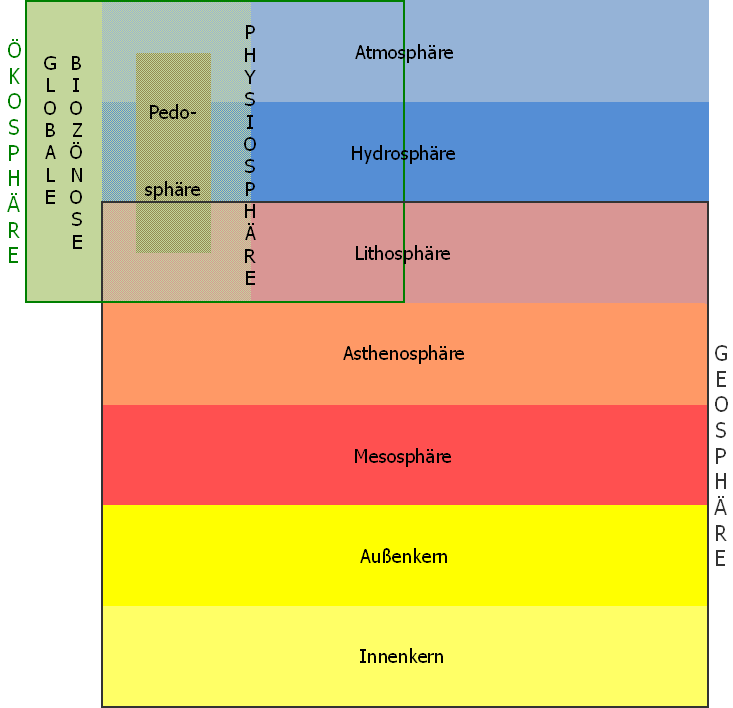
Die Hydrosphäre im Verbund der natürlichen Erdsphären.

„Das Wasser bildet weder eine so gleichmäßige noch eindeutig zu begrenzende Schicht wie Gestein und Luft, und es nimmt im Gegensatz zu diesen alle drei Zustandsformen ein (Eis, flüssiges Wasser, Wasserdampf).“

Die Hydrosphäre zeigt einen Aufbau, der sich merklich von dem anderer klassischer unbelebter Erdsphären unterscheidet. Im Gegensatz nämlich zu Atmosphäre und Lithosphäre formen die Wässer der Hydrosphäre nirgends eine einheitliche und erdumspannende Schale. Selbst Ozeane und Nebenmeere nehmen bloß 70,8 % der Erdoberfläche ein und werden an sehr vielen Stellen von Inseln durchbrochen und von Kontinenten eingegrenzt: Unter Wasserplaneten wäre die Erde vergleichsweise wasserarm.
Die irdischen Wässer bilden ein Kontinuum. Es verbindet und durchzieht in verschiedenen Aggregatzuständen, in unterschiedlichen Mengen und im Zuge eines erdumfassenden Wasserkreislaufs zahlreiche Abschnitte der Erde: Die Hydrosphäre durchwirkt viele der übrigen Erdsphären. In winzigsten Mengen kommt Wasser bereits vor in der atmosphärischen Exosphäre. Es ist dort die stets schnell vergehende Hinterlassenschaft wasserhaltiger Objekte, die aus dem Weltraum zur Erdoberfläche stürzen. Dauerhaft wird Wasser gefunden vom unteren Saum der Thermosphäre bis hinab zur geosphärischen Mesophäre. Wasser durchdringt nicht nur in Klüften und Gesteinsporen die feste Geosphäre, sondern wird als Kristallwasser zu einem Bestandteil des mineralischen Aufbaus der Gesteine selbst. Wasser ist außerdem ein wichtiger Baustoff allen irdischen Lebens. Ohne Wasser wäre Leben, wie es auf der Erde existiert, überhaupt nicht möglich.

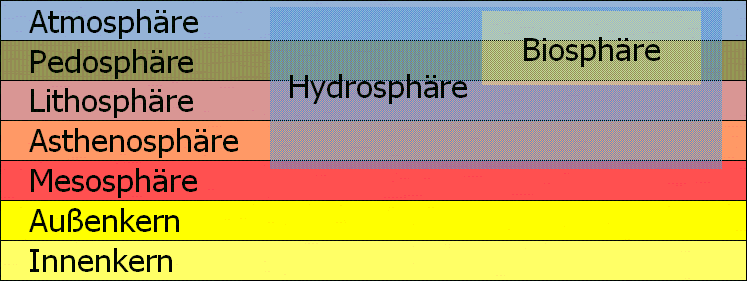
Die Hydrosphäre durchzieht viele andere Erdsphären. Außerdem birgt sie in sich die Biosphäre.

Nach den Aggregatzuständen des Wassers kann die Hydrosphäre der Erde dreigeteilt werden in Kryosphäre (mit Chionosphäre), Aquasphäre und irdischen Wasserdampf. Alternativ kann die Hydrosphäre nach den Aufenthaltsorten des Wassers dreigeteilt werden in Ozeanosphäre, Limnosphäre und atmosphärisches Wasser. Dabei ist der Anteil des atmosphärischen Wassers nicht unerheblich. So kann eine einzelne Cumulonimbuswolke von fünf Kilometern Durchmesser bis zu 500.000 Tonnen Wasser enthalten. Und atmosphärische Flüsse können – als Wasserdampf – die gleiche Wassermenge wie der Amazonas oder auch die siebeneinhalb- bis fünfzehnfache Wassermenge wie der Mississippi transportieren.
| Kryosphäre (mit Chionosphäre) → Wassereis | Aquasphäre → Flüssigwasser                                                                                           | irdischer Wasserdampf → Wasserdampf                       |
| --- | --- | --------------------------------------------------------- |
| - Gefrorene Wässer in Binnengewässern und Meeren (Meereis) - Gefrorene Bodenwässer1 - Inlandeis, Gletschereis und Firn - Schelfeis und Eisberge - Feste Niederschlagsformen2 - Eiswolken3 | - Flüssigwässer in Binnengewässern und Meeren - Flüssige Bodenwässer - Flüssige Niederschlagsformen4 - Wasserwolken5 | - atmosphärischer Wasserdampf - Wasserdampf der Bodenluft |
| 1: Auch dauerhaft im Permafrost. 2: Schnee, Hagel, Reif und andere. 3: Vollständig oder überwiegend aus Eiskristallen bestehende Wolken – Cirrus, Cirrocumulus, Cirrostratus, Incus einer Cumulonimbus. 4: Regen, Sprühregen, Tau und andere. 5: Vollständig oder überwiegend aus Wolkentröpfchen bestehende Wolken – Altocumulus, Altostratus, Stratocumulus, Stratus, Nimbostratus, Cumulus, Cumulonimbus sowie Nebel und Wasserdunst. | |                                                           |

| Ozeanosphäre → Wässer der Meere | Limnosphäre → Wässer der Festländer | atmosphärisches Wasser → Luft-Wasserdampfgehalt und Wolkenwasser |
| --- | --- | ---------------------------------------------------------------- |
| - Flüssigwässer der Meere (Meerwasser) - Gefrorene Wässer der Meere (Meereis) mit Schelfeis und Eisbergen - Flüssige1 und feste2 Niederschlagsformen in die Meere - Flüssigwässer und Wassereis im Meeresboden | - Flüssigwässer der Binnengewässer - Gefrorene Wässer der Binnengewässer mit Inlandeis, Gletschereis und Firn - Flüssige1 und feste2 Niederschlagsformen in die Binnengewässer und (zeitverzögert) in die terrestrischen Bodenwässer - Flüssigwässer und Wassereis3 als Bodenwasser - Wasserdampf der Bodenluft | - atmosphärischer Wasserdampf - Wasserwolken4 und Eiswolken5     |
| 1: Regen, Sprühregen, Tau und andere. 2: Schnee, Hagel, Reif und andere. 3: Auch dauerhaft im Permafrost. 4: Vollständig oder überwiegend aus Wolkentröpfchen bestehende Wolken – Altocumulus, Altostratus, Stratocumulus, Stratus, Nimbostratus, Cumulus, Cumulonimbus sowie Nebel und Wasserdunst. 5: Vollständig oder überwiegend aus Eiskristallen bestehende Wolken – Cirrus, Cirrocumulus, Cirrostratus, Incus einer Cumulonimbus. | |                                                                  |

Die hier tabellarisch erfassten Bestände der Hydrosphäre erwähnen viele der bekannteren Daseinsformen von Wasser auf der Erde. Neben ihnen existieren aber noch weitere irdische Wasservorkommen. Diese weiteren Wasservorkommen lassen sich nicht in beide Tabellen fügen. Denn sie besitzen physikalischer Eigenschaften oder befinden sich an Orten, die nicht in den Tabellen berücksichtigt werden:
- Überkritische Wässer: Aus einigen hydrothermalen Tiefseequellen entweichen überkritische Wässer. Wegen ihres Aufenthaltsortes gehören solche Wässer natürlich zur Ozeanosphäre. Andererseits können sie nicht auch noch nach ihrem Aggregatzustand eingeordnet werden. Denn überkritische Wässer vereinen in sich Eigenschaften der Aggregatzustände flüssig und gasförmig.[68]
- Wässer der sublithosphärischen Hydrosphäre: Wässer befinden sich auch unterhalb der Lithosphäre. Sie stammen aus wasserhaltigen Mineralen, die von der Oberfläche in das Innere des Planeten subduziert werden. Wegen der hohen Drücke im Erdinnern werden die Wässer aus den Mineralen gepresst.[69][70] Die sublithosphärische Hydrosphäre beginnt viele Kilometer unter den tiefsten Aquiferen. Sie durchspannt die gesamte Asthenosphäre und geht noch tiefer, mindestens bis hinab zur Übergangszone zwischen oberem und unterem Erdmantel.[71] Die Gesamtmenge des Wassers der sublithosphärischen Hydrosphäre kann bloß geschätzt werden. Die Schätzungen reichen von 0,3 mal bis 2 mal[72] bis mehr als 2 mal[73] so viel Wasser wie in allen Meeren zusammen.

| Vorkommen | Volumen [km3] | Anteil [%] |
| --- | ------------- | ---------- |
| |               |            |
| Gesamtes irdisches Wasser1 2 | 1.385.984.000 | 100        |
| |               |            |
| Salzwasser | 1.350.955.000 | 97,47262   |
| Meerwasser | 1.338.000.000 | 96,53791   |
| salziges Grundwasser | 12.870.000    | 0,92858    |
| Salzseewasser | 85.000        |            |
| |               |            |
| Süßwasser | 35.029.000    | 2,52737    |
| Eis | 24.364.000    | 1,75788    |
| süßes Grundwasser | 10.535.000    | 0,76011    |
| Bodenfeuchte | 16.000        |            |
| Oberflächengewässer | 105.000       |            |
| atmosphärisches Wasser3 | 13.000        |            |
| organismisches Wasser | 1.000         |            |

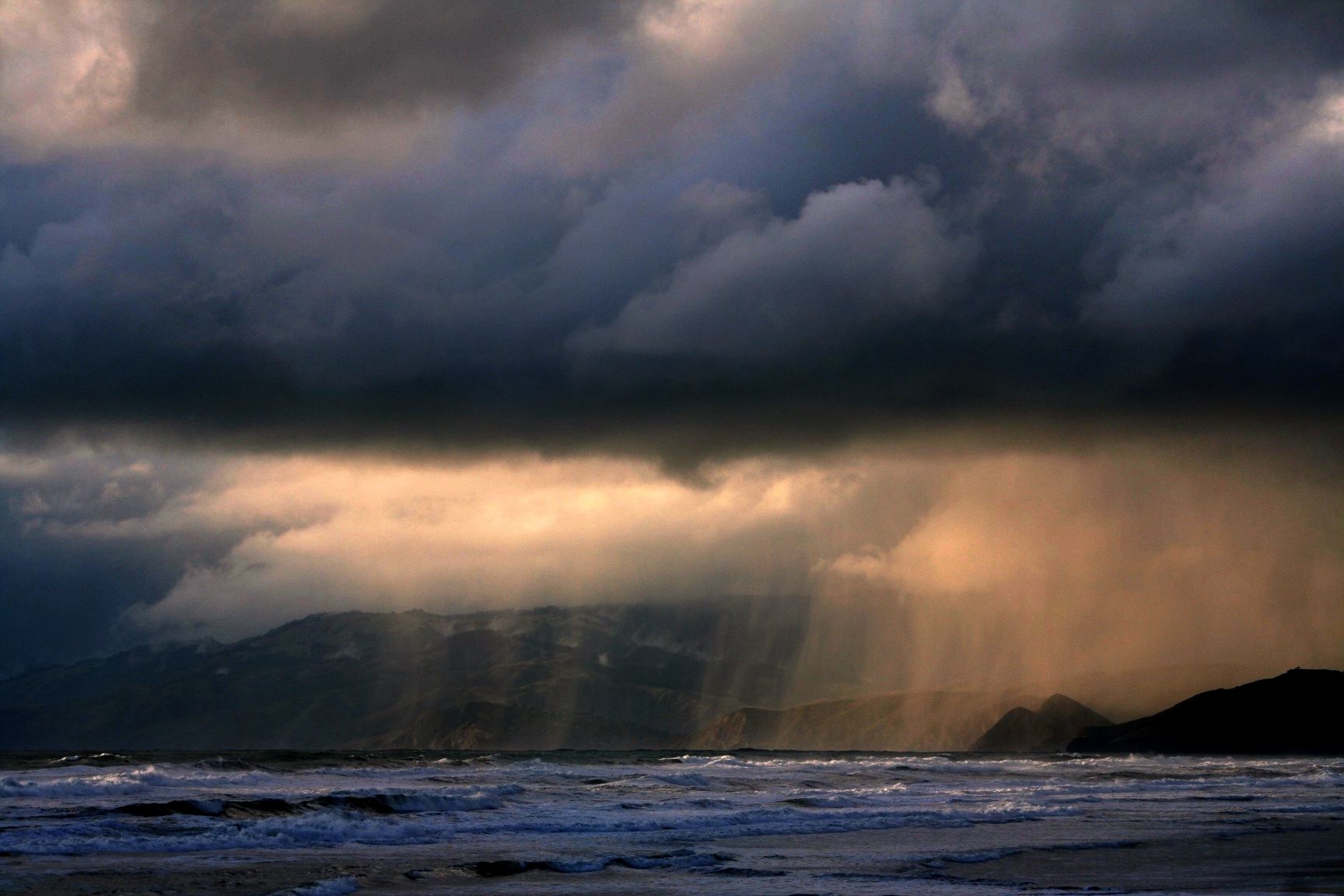
Wässer in fallenden Niederschlägen gehören während des Fallens noch zum atmosphärischen Wasser.

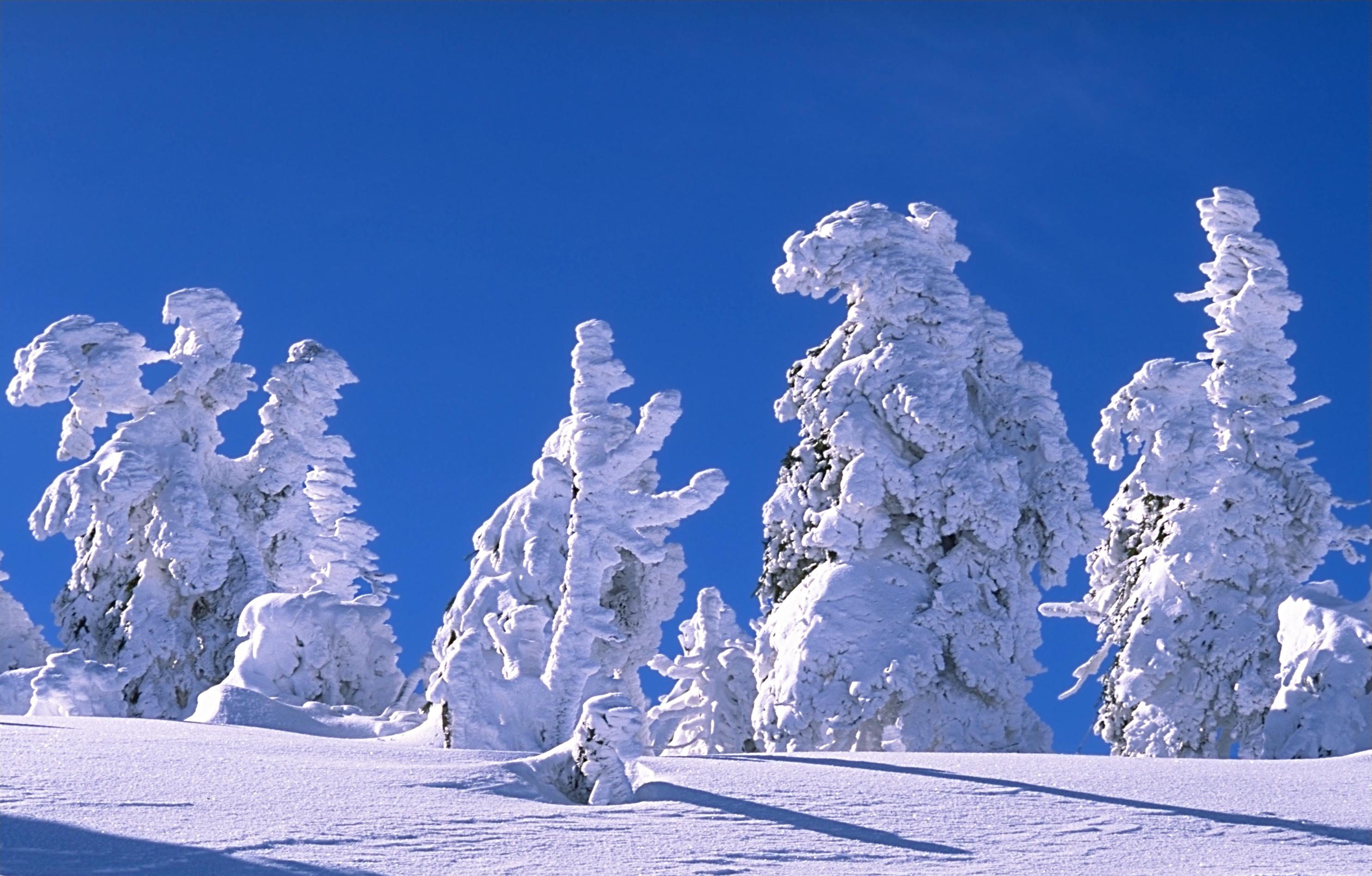
Wässer in festen, auf Land niedergegangenen Niederschlägen befinden sich bis zur Schmelze in einem Übergangsbereich zwischen atmosphärischem Wasser und Limnosphäre.

| 1: Nicht einberechnet sind die unbeweglichen Wässer. Das sind Wässer, die chemisch in Mineralen gebunden vorliegen. Ihr Gesamtvolumen wird für die Lithosphäre auf 250.000.000 km3 geschätzt. 2: Nicht einberechnet sind die Wässer der sublithosphärischen Hydrosphäre. Schätzungen ihres Gesamtvolumens schwanken zwischen 401.400.000 km3 und mehr als 2.676.000.000 km3. 3:Im globalen Wasserkreislauf von Verdunsten und Niederschlagen wird die Erdatmosphäre jährlich von 496.100 km3 Wasser durchlaufen. Demzufolge wird rechnerisch das gesamte atmosphärische Wasser 38,16 mal pro Jahr vollständig ausgetauscht – also einmal alle 9,57 Tage. |               |            |